# Lophornis brachylophus
Lophornis brachylophus là một loài chim trong họ Trochilidae.